# Easton (Pennsylvania)
Easton település az Amerikai Egyesült Államok Pennsylvania államában, Northampton megyében, melynek megyeszékhelye is. Lakosainak száma 28 127 fő (2020. április 1.).

## Népesség
A település népességének változása:
| Lakosok száma | 26 800 | 26 978 | 28 127 |
|               | 2010   | 2016   | 2020   |